# ノーレ
ノーレ（伊: Nole）は、イタリア共和国ピエモンテ州トリノ県にある、人口約6,800人の基礎自治体（コムーネ）。

## 地理

### 位置・広がり

#### 隣接コムーネ
隣接するコムーネは以下の通り。
- チリエ
- コーリオ
- フィアーノ
- グロッソ
- ロバッソメーロ
- ロッカ・カナヴェーゼ
- サン・カルロ・カナヴェーゼ
- ヴィッラノーヴァ・カナヴェーゼ

## 姉妹都市
- シャルヴュー＝シャヴァニュー、フランス 1987年

## 人物

### 著名な出身者
- フランコ・バルマミオン - 自転車ロードレース選手